# Richard Toll
Richard Toll (anche Richard-Toll) è una città del Senegal, compresa nella regione di Saint-Louis e del dipartimento di Dagana.

## Geografia fisica
Sorge nella parte nordoccidentale del Senegal, sulla sponda sinistra del fiume Senegal. Il clima è tropicale semiarido, caratterizzato da una breve stagione delle piogge estiva e una lunga stagione secca invernale dominata dagli influssi delle masse d'aria sahariane.

## Storia
Il nome della città significa "il giardino di Richard" in lingua wolof e trae origine dall'orticultore francese M. Richard che nel 1830 impiantò sul luogo una fiorente zona agricola irrigata per la produzione di cotone, canna da zucchero e altre colture tropicali.
La popolazione della città, intorno ai 51.000 abitanti nel 2010, è variata come segue:
- 1998: 29.611 abitanti;
- 2002: 42.621 abitanti;
- 2010: 51.061 abitanti.

## Economia

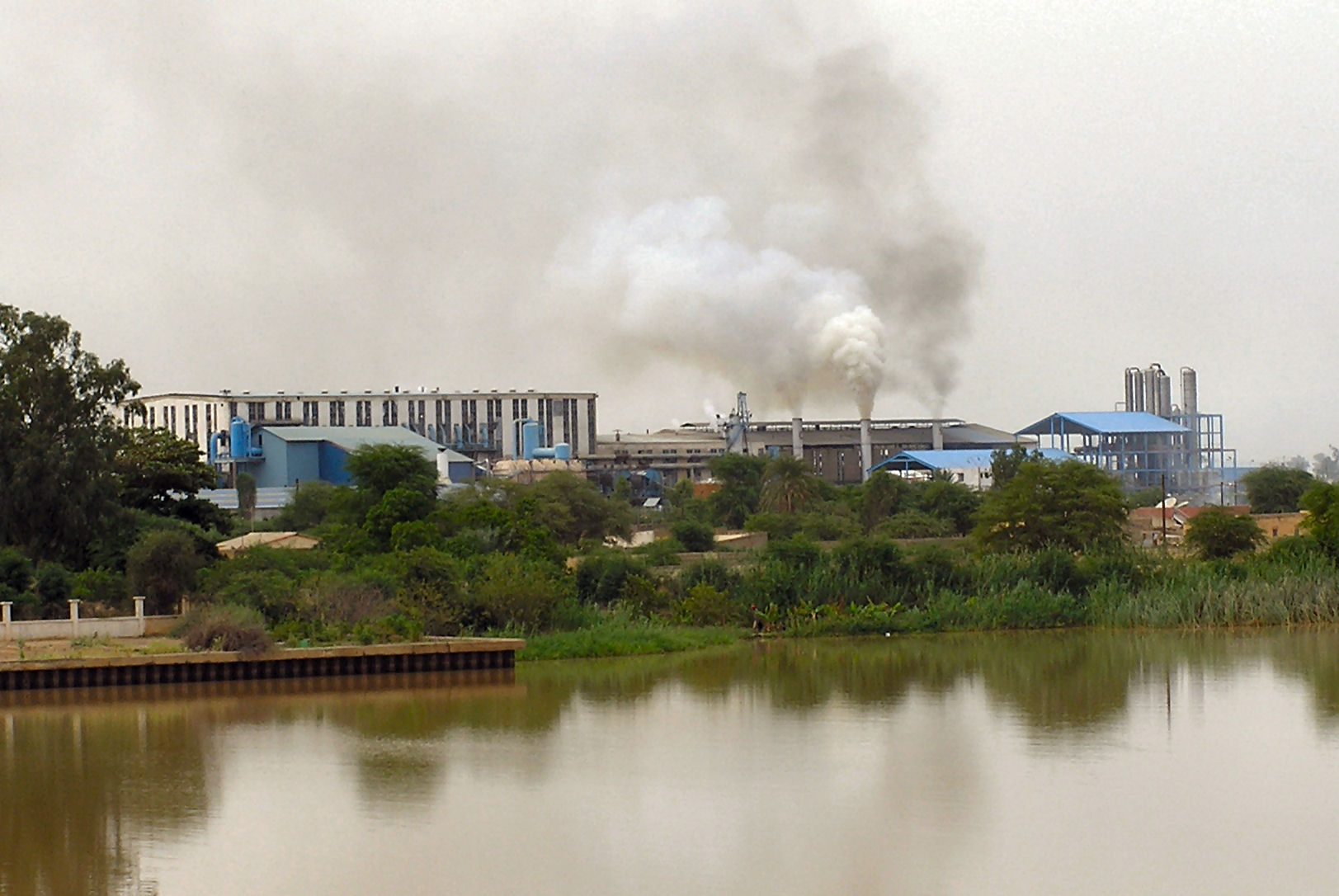
Lo zuccherificio di Richard Toll.

L'economia della città è ancora oggi basata sulla coltivazione e la lavorazione della canna da zucchero; in città è attivo un importante zuccherificio, che lavora ogni anno circa 15.000 tonnellate di prodotto. Un'altra attività di rilievo è la pesca.
Richard Toll è anche uno dei più importanti punti di passaggio dal Senegal verso la Mauritania (la cittadina di Rosso sorge quasi di fronte a Richard Toll), con servizio regolare di traghetti.

## Amministrazione

### Gemellaggi
- Cuneo